# Palazzo del Parlamento (Tbilisi)
Il palazzo del Parlamento della Georgia (in georgiano პარლამენტის შენობა?) è un complesso palaziale di Tbilisi, sito su viale Rustaveli nella Vecchia Tbilisi ai piedi del monte Mtatsminda, e sede del Parlamento della Georgia.

## Storia
Il complesso fu costruito al posto della demolita cattedrale militare di Sant'Aleksandr Nevskij, tra il 1933 e il 1953, su progetto degli architetti Viktor Kokorin, Georgij Ležava e Vladimer Nasaridze per ospitare il governo locale della Repubblica Socialista Sovietica Georgiana. Il primo edificio, progettato da Kokorin e Ležava, fu realizzato tra il 1933 e il 1938 mentre il secondo, realizzato di fronte al precedente su viale Rustaveli, fu innalzato fra il 1946 e il 1953.
Il palazzo fu assediato e subì importanti danni durante il colpo di Stato del 1991, venendo poi restaurato e utilizzato come sede del Parlamento della Georgia indipendente dal 1997. L'edificio è tutelato dal 2007 come sito del patrimonio culturale georgiano.
Nel 2012 con la costruzione di un nuovo palazzo del Parlamento a Kutaisi il Parlamento si trasferì presso la nuova sede, sebbene già nel 2014 il palazzo di Tbilisi tornò ad ospitare alcuni incontri delle commissioni parlamentari. Tra il 2017 e il 2018, con l'approvazione di un emendamento alla costituzione, la sede del Parlamento è tornata a Tbilisi.

## Descrizione
Il complesso palaziale è compreso tra viale Rustaveli, via 9 Aprile, via Zakaria Chichinadze e via Fratelli Zubalashvili e si compone di due edifici uniti da un ampio cortile interno.
Il prospetto monumentale su viale Rustaveli presenta una facciata simmetrica rivestita in tufo dorato di Bolnisi con portico voltato decorato da 15 archi sorretti da colonne a pianta rettangolare alte circa 16 metri. La facciata è coronata da un frontone decorato su cui svetta la bandiera georgiana.
Di fronte al palazzo su viale Rustaveli è stato posizionato un monumento in memoria delle vittime della tragedia del 9 aprile 1989. Tra il 1988 e il 1989 di fronte al palazzo era presente un gruppo scultoreo in ferro intitolato Lavoro, Scienza, Tecnologia, realizzato da Valentin Topuridze e Shota Mikatadze.

## Collegamenti
Il palazzo è vicino alla stazione Piazza della Libertà della linea 1 (Akhmeteli-Varketili) della metropolitana di Tbilisi.